# Kirche Hainewalde

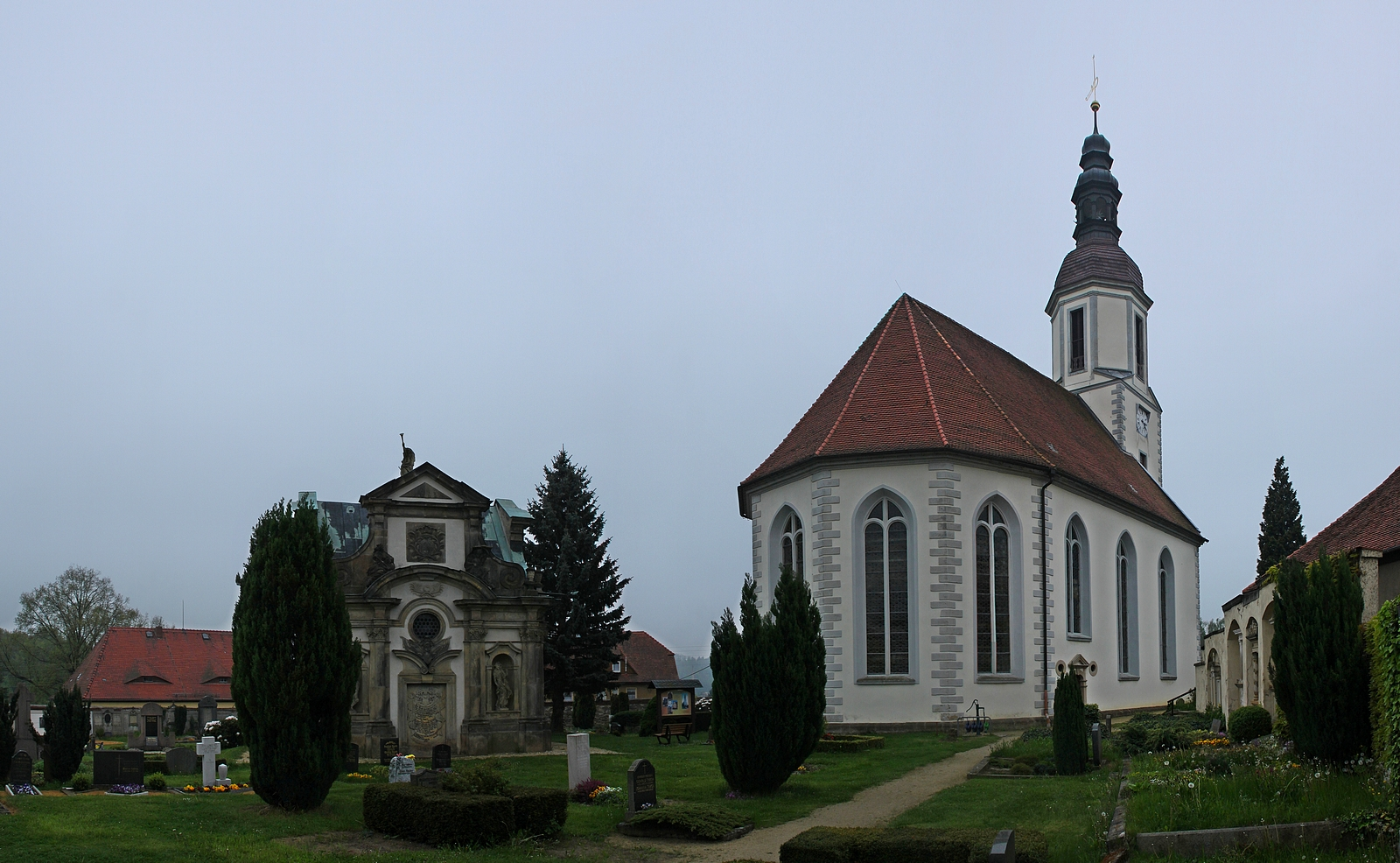
Blick auf die Kirche Hainewalde und die Kanitz-Kyawsche Gruft (Aufnahme 2014)

Die Kirche Hainewalde ist eine Dorfkirche in der Gemeinde Hainewalde. Sie ist die Kirche der evangelisch-lutherischen Kirchgemeinde Hainewalde und wurde Anfang des 18. Jahrhunderts im Barockstil erbaut. Sie ist nach dem Vorbild der 1672 von Klengel erbauten Bertsdorfer Kirche errichtet worden und diente ihrerseits der Kirche Niederoderwitz und der Nikolaikirche in Spitzkunnersdorf als Vorbild.

## Geschichte

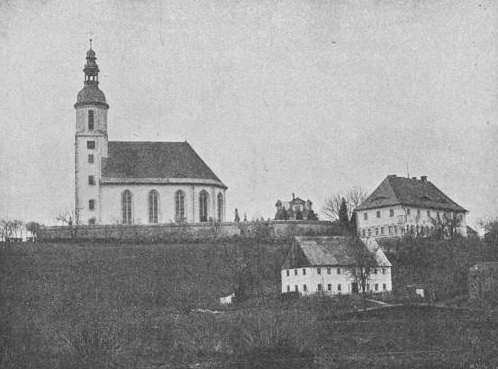
Die Kirche in Hainewalde mit Pfarrhaus und Kanitz-Kyawscher Gruft (Aufnahme um 1900)

Die heutige Kirche von Hainewalde ist wahrscheinlich der dritte Kirchenbau des Ortes. Der Sage nach soll im 13. Jahrhundert bereits eine Wallfahrtskirche am Eingang des Roschertals errichtet worden sein. Die zweite Kirche war eine Gemeindekirche aus Holz, von der nur noch ein goldener Abendmahlskelch von 1657 und zwei breite Stuhlsessel erhalten sind. Weiterhin existiert ein Kupferstich einer nicht erhaltenen Kirche; welche der beiden Kirchen darauf abgebildet ist, ist unklar.
Die Grundsteinlegung der jetzigen Kirche erfolgte am 18. April 1705, ihre Weihe fand am 7. Oktober 1711 statt, allerdings musste der Bau durch den Einfall der Schweden in Sachsen von 1703 bis 1705 unterbrochen werden. Bauherren und Stifter der Kirche waren der kursächsische Obrist Otto Ludwig von Kanitz und seine Gattin Victoria Tugendreich von Kanitz. Als Baumeister der Kirche gilt Jonas Kirchstein aus Bautzen.

## Gebäude

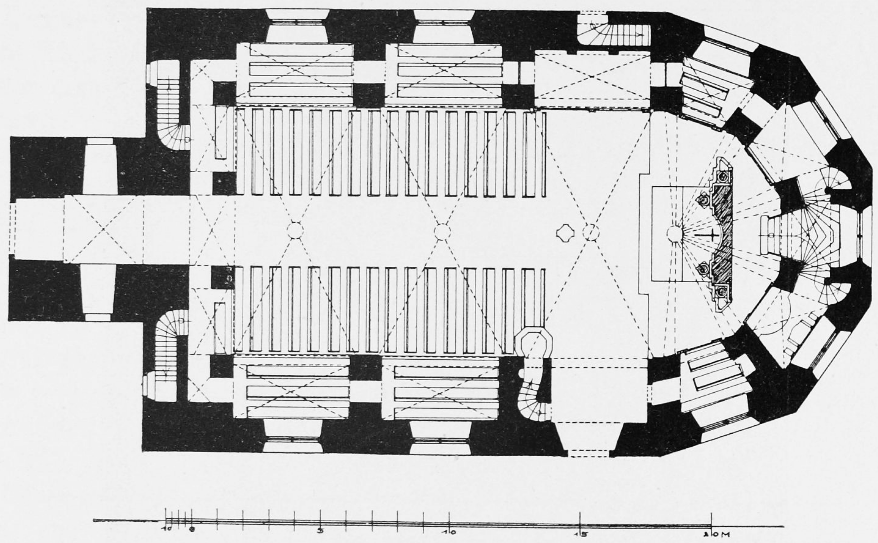
Grundriss der Kirche

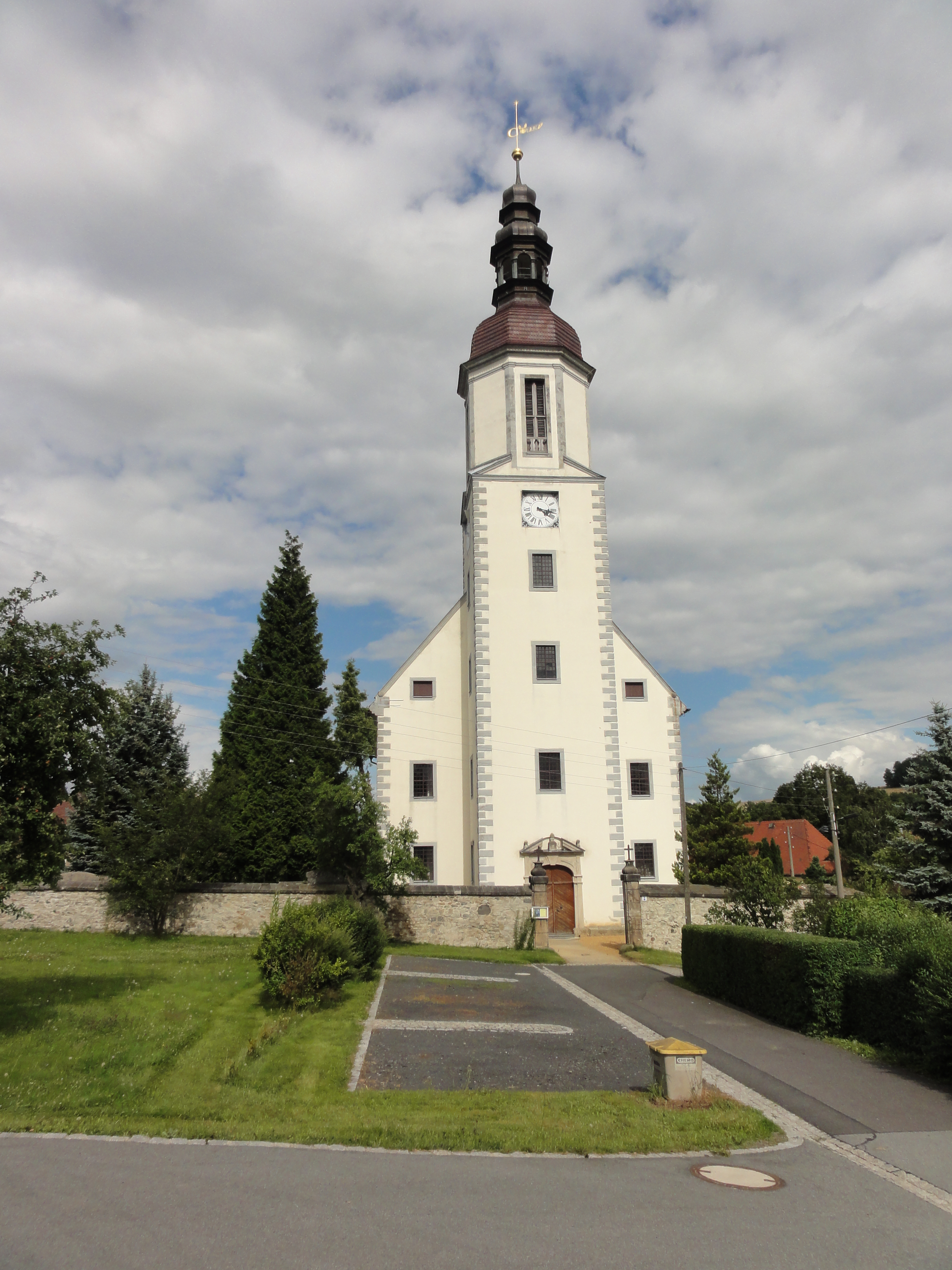
Der Kirchturm

Das Kreuzgewölbe der einschiffigen Halle wird von nach innen gezogenen Strebepfeilern getragen, zwischen denen zwei hölzerne Emporen verlaufen. Die Treppen zu den Emporen liegen in der westlichen Giebelmauer und hinter dem Altar, wo sich ebenfalls die Sakristei befindet. Im Osten schließen die Mauern der Kirche mit fünf Seiten eines Zwölfecks ab. Insgesamt bietet das Schiff eine Grundfläche von etwa 20 mal 12 Metern. Auf der Nordseite des Kirchenschiffs befindet sich die Herrschaftsloge derer von Kanitz-Kyaw mit eigenem Aufgang, ihr gegenüber ist die Kanzel angebracht. Auf einer großen Empore gegenüber dem Altar befindet sich die Orgel samt Spieltisch.
Das Äußere der Kirche ist schlicht gehalten. Das Erscheinungsbild wird dominiert von den großen Flächen des Satteldachs und der Wände. Der Kirchturm hat einen quadratischen Grundriss, der zu einem Achteck auswächst und schwungvoll in eine barocke Haube übergeht. Diese wird von zwei Laternen gekrönt. Die Turmspitze ist mit Sonne, Mond und Stern geschmückt, die eine Wetterfahne bilden. Mit 50 ½ Metern zählt der Turm zu den höchsten Dorfkirchtürmen der Oberlausitz.

## Anlagen
Zu den Anlagen der Kirche gehört ein 1796 durch den Schlossherrn Ernst August Rudolph von Kyaw gestiftetes Pfarrhaus. Das Pfarramt wurde auch durch diesen mit einer umfangreichen Bibliothek ausgestattet. Weiterhin zählt zu den Anlagen die durch Otto Ludwig von Kanitz und Victoria Tugendreich von Kanitz gestiftete Kirchschule, die ab 1702 erbaut, sowie 1830 und 1876 erweitert wurde. Heute wird sie als Wohnhaus genutzt. Auch das 1703 von Kanitz errichtete Hospital zählt zu den Kirchanlagen.
Als wichtigstes und wertvollstes Gebäude der Kirchanlagen gilt aber die Kanitz-Kyawsche Gruft. Sie wurde 1715 von dem Obristen von Kanitz angelegt. Der Baumeister ist bisher unbekannt, allerdings weisen die Plastiken der Gruft auffällige Ähnlichkeiten zu den Werken Balthasar Permosers auf. Weiterhin weisen neuere Forschungen auf eine Beteiligung des Bildhauers Franz Bühner aus Gabel hin. Auch durch ihr umfangreiches, barockes Figurenprogramm gilt die Gruft als eine der bedeutendsten Gruftbauten der Oberlausitz.

## Ausstattung

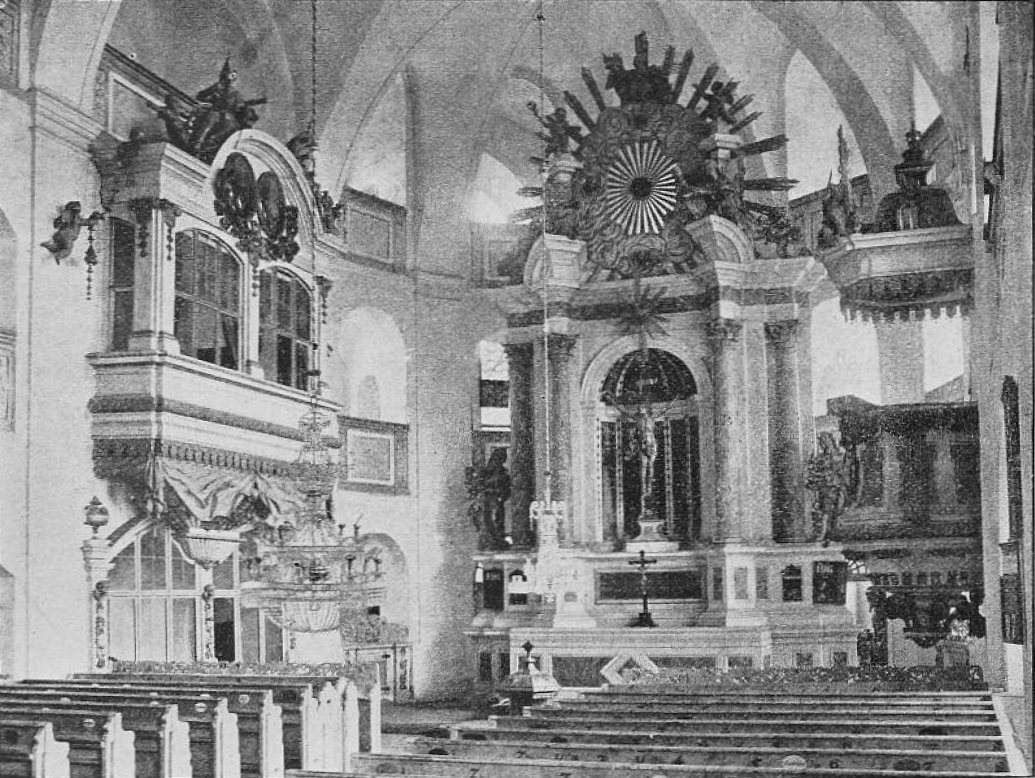
Das Innere der Hainewalder Kirche mit Kanzel, Altar und Herrschaftsloge (Aufnahme um 1900)

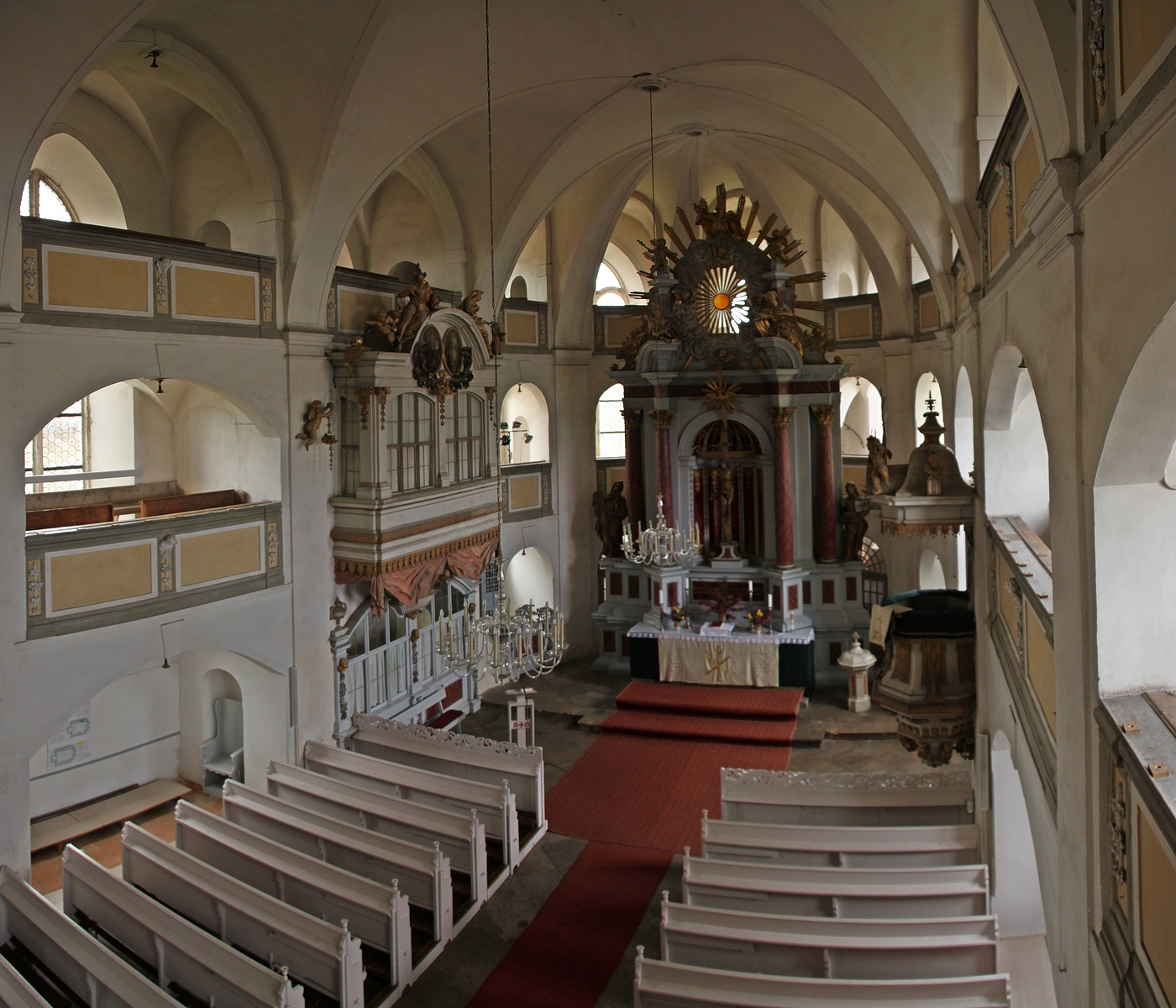
Blick in das Innere der Hainewalder Kirche (Aufnahme 2014)

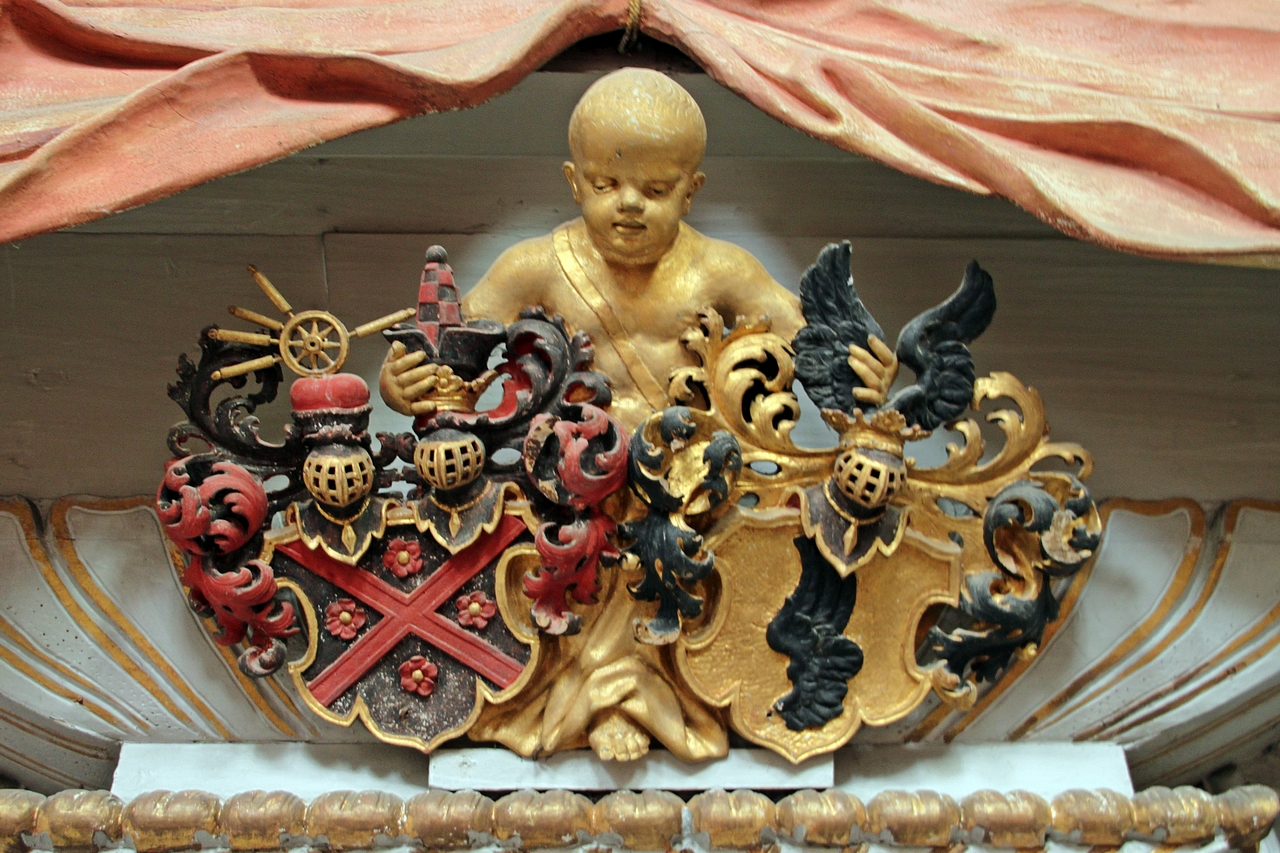
Wappen der Familien von Kanitz und Kyaw an der Herrschaftsloge (Aufnahme 2014)

Die gesamte Ausstattung befindet sich noch im ursprünglichen Zustand vom Anfang des 18. Jahrhunderts. Dies verleiht der Kirche einen
besonderen kulturellen und kunsthistorischen Wert.

### Altar
Vom Sockel des Altars erheben sich zwei Säulen, die das Gebälk mit dem Kreuz tragen und eine Nische mit Kruzifix einrahmen. Lebensgroße Figuren von Moses und Johannes dem Täufer flankieren den Altar, der von einem großen Holzkreuz gekrönt wird. Das Kreuz wird von einem goldenen Strahlenkranz umrahmt und ist von zwei Putten, einer mit Schlüssel, und zwei Engeln umgeben. An der Front des Altars befindet sich der Altartisch.

### Orgel
Die verhältnismäßig kleine Orgel verfügt nur über etwa 28 Register, ist dafür aber reich verziert. So finden sich über den Orgelpfeifen musizierende Engel, in der Mitte eine Taube und in einem Strahlenkranz der Spruch Gloria in excelsis Deo. In ihrer Bemalung folgt die Orgel den Farben des Altars. Das heutige Orgelwerk wurde (unter Benutzung des Prospekts einer Orgel aus dem Jahr 1711) durch die Firma Schuster & Sohn in den Jahren 1946/1947 erbaut.

### Herrschaftsloge
Die Herrschaftsloge ist in das Kirchenschiff vorgebaut, an dessen Tragkonsole sich das Kanitz’sche und das Kyaw’sche Wappen befinden, die von einem Putto gehalten werden. Im Bogenfeld über den zwei Fenstern befinden sich Bildnisse von Otto Ludwig von Kanitz und Victoria Tugendreich von Kanitz geb. Kyaw. Links und rechts wird die Loge von zwei Putten gesäumt, auf dem Dach der Loge finden sich allegorische Figuren und weitere Putten.

### Glocken
Heute verfügt die Kirche über drei Glocken aus Stahl in Es-Dur-Stimmung. Diese ersetzen die alten Bronzeglocken, die bereits 1825 umgegossen wurden und schließlich während des Ersten Weltkrieges zur Herstellung von Kriegsgerät eingeschmolzen wurden.